# Patrocínio (gemeente)
Patrocínio is een gemeente in de Braziliaanse deelstaat Minas Gerais. De gemeente telt 88.648 inwoners (schatting 2015).

## Aangrenzende gemeenten
De gemeente grenst aan Coromandel, Cruzeiro da Fortaleza, Guimarânia, Iraí de Minas, Monte Carmelo, Perdizes en Serra do Salitre.

## Verkeer en vervoer
De plaats ligt aan de wegen BR-365, BR-462 en MG-230.